# Platydracus stercorarius
Platydracus stercorarius är en skalbaggsart som först beskrevs av Olivier 1795.  Platydracus stercorarius ingår i släktet Platydracus, och familjen kortvingar. Arten är reproducerande i Sverige.

## Bildgalleri

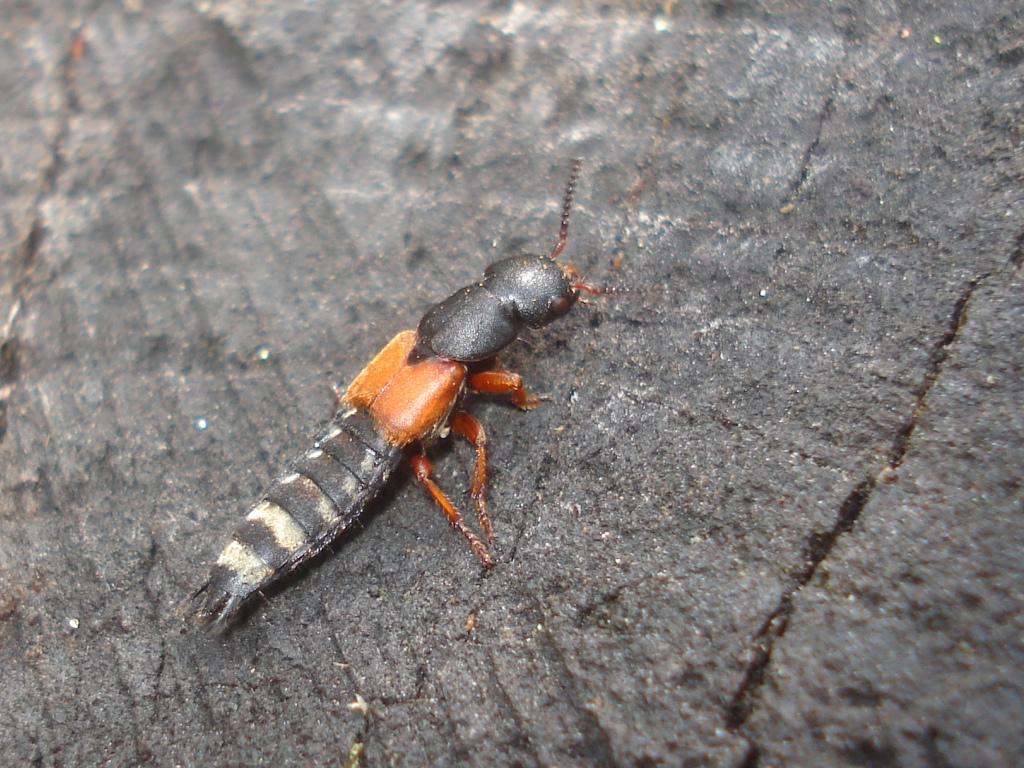
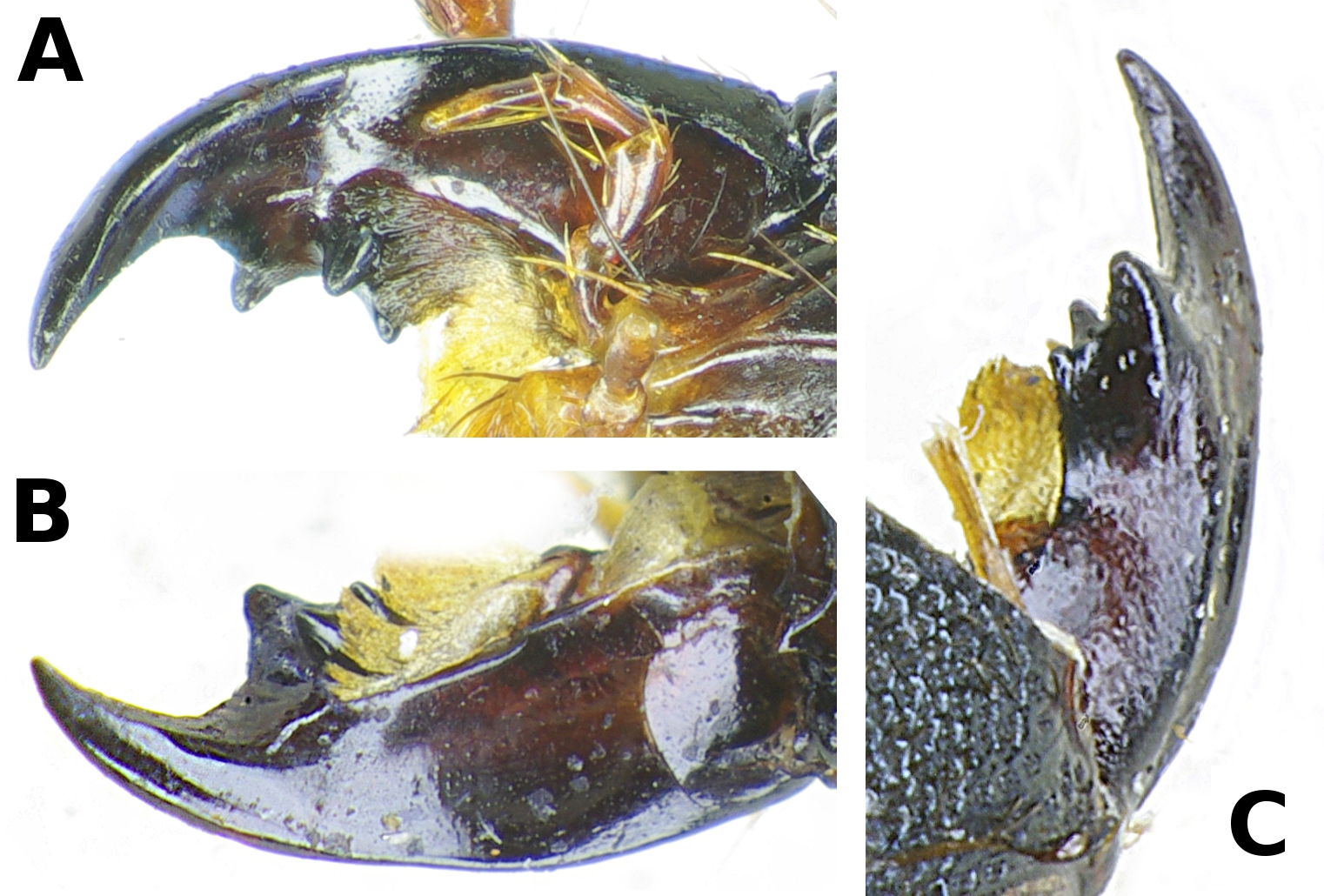
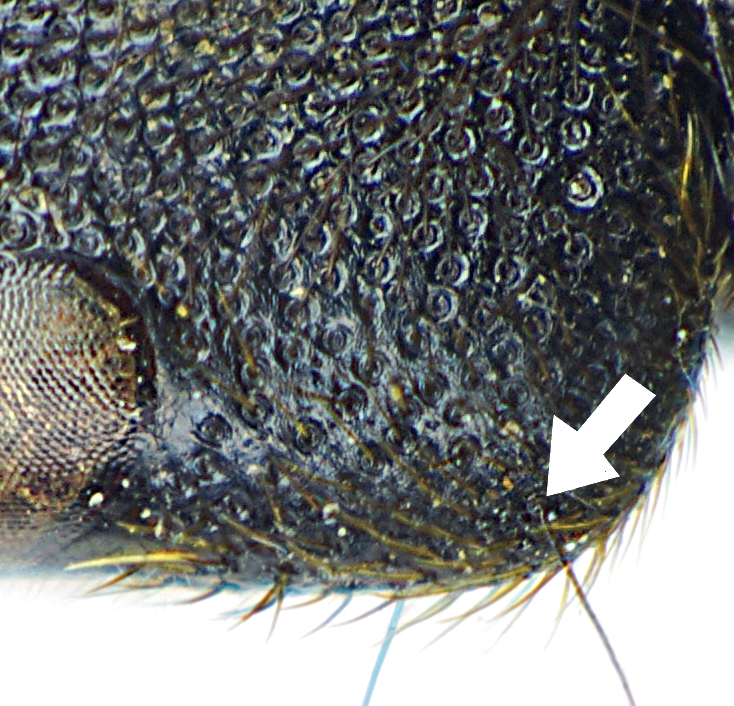
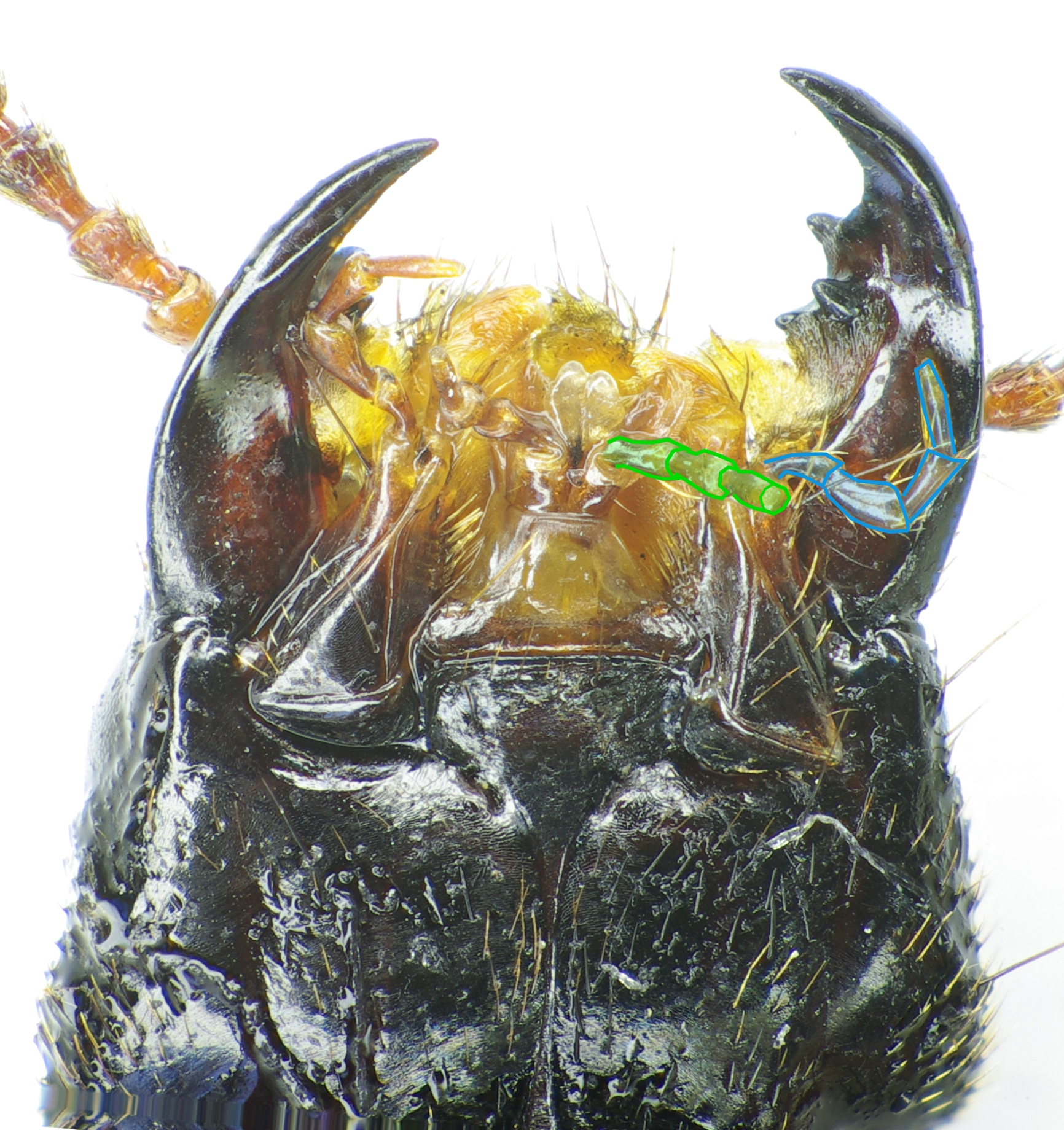
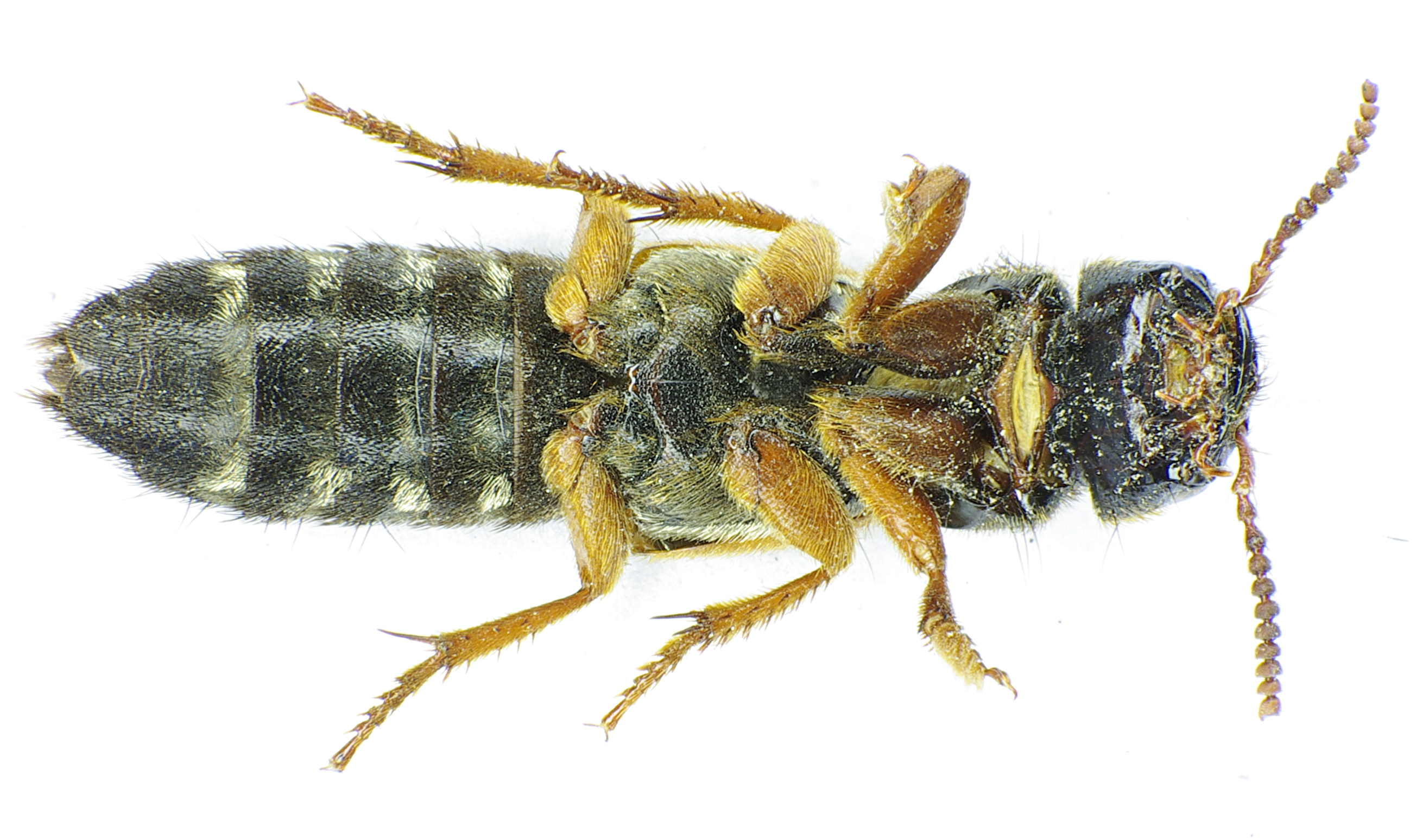
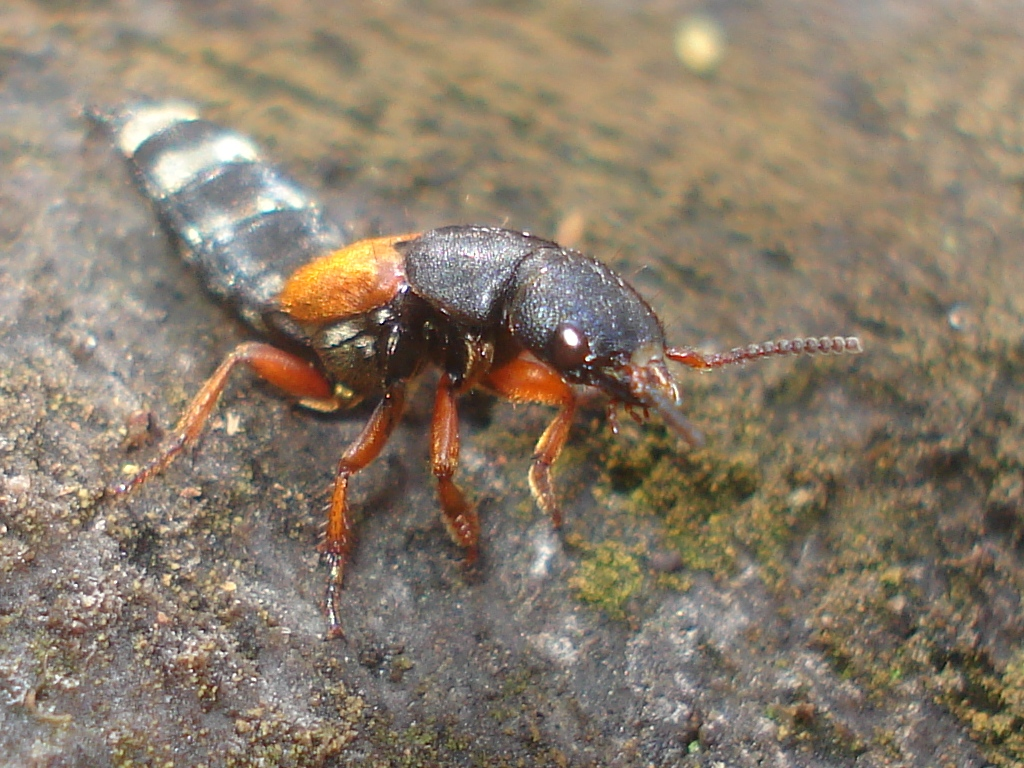